# Carex subcostata
Carex subcostata är en halvgräsart som beskrevs av Holmb. Carex subcostata ingår i släktet starrar, och familjen halvgräs. Inga underarter finns listade i Catalogue of Life.